# Going to the Ritual
Going to the Ritual ist ein Jazzalbum von Henry Grimes und Rashied Ali. Aufgenommen bei einem Konzert in den WKCR-Studios der Columbia University, New York City 2007, erschien der Mitschnitt 2008 auf Porter Records.

## Hintergrund
Die beiden aus Philadelphia stammenden Musiker hatten sich während ihres Aufenthalts dort nie kennengelernt. Der Mitschnitt entstand fünf Jahre, nachdem Grimes in Los Angeles von einem Sozialarbeiter aus Georgia und leidenschaftlichen Bewunderer wiederentdeckt wurde. Nachdem der Künstler einen Bass von William Parker erhalten hatte, der nach Ansicht Glenn Astarita, „dazu führte, seine Musikalität und Präsenz wiederherzustellen“, arbeitete der Bassist erneut in der Free-Jazz-Szene. Hier fungierten Grimes und Rashied Ali als „Schlagmannschaft“ (Tag-Team) während dieser Live-Auftritte, die 2007 im WKCR-Radiosenderstudio der Columbia University stattfanden. Im zweiten und vierten Titel rezitiert Grimes eines seiner Gedichte und verleiht dem Album ein Gefühl der konzeptuellen Einheit.
Im Februar 2009 setzten Henry Grimes und Rashied Ali ihre Zusammenarbeit mit einem Auftritt im Gordon Theatre, Camden Center for the Arts, an der Rutgers University fort, dokumentiert auf dem Album Spirits Aloft (2010).

## Titelliste
- Henry Grimes / Rashied Ali:  Going to the Ritual (Porter Records PRC 4005)[5]

1. Hidden Forces Aggregate, 17:47
2. Easternal Mysticism, Virtue and Calm (Henry Grimes / Rashied Ali), 1:22
3. Gone Beyond the Gate (Henry Grimes), 25:45
4. This Must Have Always Happened (Henry Grimes / Rashied Ali), 10:31

## Rezeption
Michael G. Nastos vergab an das Album in Allmusic 3½ (von fünf) Sterne und schrieb, in einer der letzten Aufnahmen vor seinem Tod beweise Schlagzeuger Rashied Ali, warum er weit über seine Zeit mit John Coltrane hinaus in das Pantheon der improvisierenden Schlagzeuger gehörte. In Duetten mit dem passenden Partner und Bassisten Henry Grimes zeigt dieses Set, wie sehr diese mit ihrem geschätzten Erbe in der Herstellung von Free Jazz verbunden sind, der etwa 50 Jahre nach dem Entstehen der Bewegung immer noch frisch klinge. Obwohl weitere Aufnahmen, die an diesem Abend beim Radiosender WKCR-FM an der Columbia University in New York City dokumentiert wurden, noch nicht veröffentlicht wurden, ist dieses Teilset interessant und ein Werk, den Fans von Ali und Grimes besitzen möchten

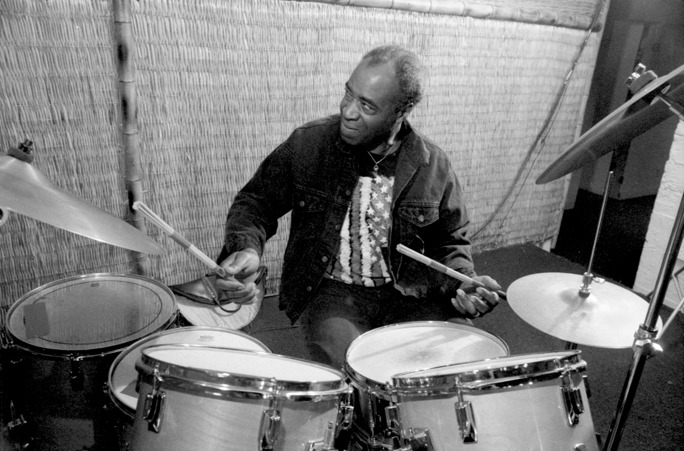
Rashied Ali 1991

Der Autor des Free Jazz Blog schrieb, seit Archie Shepps On This Night (1965) hatten beide Philadelphianer nicht mehr zusammen gespielt, „aber hier finden wir sie mehr als vierzig Jahre später in diesem einzigartigen Duo wieder, um ein improvisiertes Set von frischem und aufgeschlossenem Jazz zu spielen. Beide Musiker spielen voller kontrollierter Leidenschaft und Leidenschaft und genießen offensichtlich die Möglichkeit, kreativ zu interagieren. Ali ist vorsichtig genug, um den Bass nicht in der Lautstärke seines Schlagzeugs zu übertönen, und entscheidet sich dafür, locker und unterstützend zu spielen. Wenn Grimes zu seiner leise kreischenden Geige wechselt, wird Ali noch leiser.“ Aber der Sound sei, meint der Autor, „am besten, wenn Grimes Coll’arco spielt, was der Musik mehr Stimme und Lautstärke“ verleihe und eine stärkere Interaktion ermögliche, wie auf dem längsten dritten Track „Gone Beyond the Gate“.
Nach Ansicht von Glenn Astarita, der das Album in All About Jazz rezensierte, erzeugt das Duo „eine Fülle von kratzigen Workouts inmitten einer Verschmelzung von explorativem Austausch während des überwiegenden Teils dieses lebendigen und merkwürdig interessanten Sets. Kein Zweifel, nur einige wenige konnten dies schaffen. Es ist ein Wunder des Erfindungsreichtums, ausgelöst durch die Künstler, die kreative Säfte und ein synergistisches Zusammenspiel schaffen.“